# Circonstances exceptionnelles
La théorie des circonstances exceptionnelles est invoquée lorsqu'il semblerait nécessaire de déroger aux règles de droit habituelles, dit principe de légalité, en raison d'une situation jugée exceptionnelle qui ne pourrait être réglée de manière régulière. Cela peut inclure des urgences telles que des crises nationales ou des menaces graves à la sécurité. 
Ces actes de l'autorité administrative sont souvent soumises au contrôle du pouvoir judiciaire pour garantir qu'elles demeurent proportionnées et temporaires. Il est alors question d'une légalité d'exception qui se substitue à la légalité ordinaire. Ces circonstances sont parfois expressément consacrées par des textes, mais à défaut, peuvent aussi être une création du juge dans le cadre de raisonnements dont la jurisprudence française sur les circonstances exceptionnelles offre une illustration significative.
Même si Kant considérait que de tels cas ne pouvaient relever du droit au sens strict, ils sont aujourd'hui régis par des constructions juridiques.

## Les «circonstances exceptionnelles» dans les textes: une source de dérogation parmi d'autres
Il existe dans tous les ordres juridiques des dispositions posant des règles générales, mais prévoyant expressément qu'en fonction de contextes particuliers, il pourra y être dérogé. Ainsi, les individus commettant des infractions pénales sont-ils normalement sanctionnés, mais peuvent aussi être exonérés de leur responsabilité dans certaines circonstances en se réclamant par exemple de la légitime défense et de l'état de nécessité des articles 122-5 et 122-7 du Code pénal français ou de la contrainte (en) dans les pays de common law.
Les autorités publiques peuvent, elles aussi, être autorisées à entreprendre des actions sortant du cadre normal des lois qu'elles sont ordinairement chargées de faire respecter. Ainsi, en France, pour faire face à des situations de crise, la Constitution et le Code de la défense prévoient explicitement des règles spécifiques dérogeant aux principes régissant le fonctionnement des pouvoirs publics. Celles-ci relèvent de l'initiative des autorités du pouvoir exécutif, considérées comme les plus aptes à prendre les mesures adéquates, avec, selon le cas, l'usage de l'article 36, de l'état de siège, ou de l'état d'urgence, selon la loi du 3 avril 1955 et qui figure à l'article 36-1 dans un projet de révision de la Constitution. En cas de crises exceptionnelles comme une insurrection armée interrompant la "continuité des pouvoirs publics constitutionnels", le Président de la République peut décréter les "pleins pouvoirs", comme le prévoit l'article 16 de la Constitution.
De même, au Royaume-Uni, en 2012, le Protection of Freedoms Act (en) (4e partie, no 58) a limité la durée maximum de détention provisoire des personnes suspectées de terrorisme à 14 jours, mais a autorisé sa prolongation à titre dérogatoire jusqu'à 28 jours sur décision du gouvernement.
Les rédacteurs de telles dispositions jugent le plus souvent opportun de poser les règles de fond auxquelles est soumise leur application, en précisant les circonstances qui la conditionnent. Ainsi, le Code pénal définit dans ses articles 122-5 et 122-6 les cas dans lesquels peut être reconnue la légitime défense. De même, l'article 16 de la Constitution énumère avec un apparent luxe de détails les évènements seuls susceptibles de justifier sa mise en œuvre.
Les auteurs des textes peuvent aussi estimer non souhaitable de préciser les conditions de la dérogation, et se borner à l'encadrer par des formules générales laissant une large marge d'appréciation aux autorités compétentes. Les travaux préparatoires à l'adoption du Protection of Freedoms Act de 2012 au Royaume-Uni offrent un exemple significatif de cette démarche. Le gouvernement, estimant que l'énonciation détaillée des cas de prolongation de la détention provisoire des terroristes risquait de conduire à des impasses dans des situations non prévues où cette mesure s'avèrerait nécessaire, jugeait préférable de s'en tenir aux formules plus vagues de «circonstances exceptionnelles», ou d'«urgence» fréquemment utilisées comme justificatifs généraux de dérogation aux règles de droit. C'est finalement le terme «urgence» qui a été retenu, alors qu'en règle générale, c'est plutôt l'expression «circonstances exceptionnelles» qui est prédominante, parfois cumulée avec l'urgence comme c'est le cas dans l'article 59 du Statut de la Cour pénale internationale, mais le plus souvent employée isolément.
Ainsi, le droit communautaire, originaire ou dérivé, se réfère souvent à cette formule pour habiliter les autorités européennes à des interventions s'écartant de ses normes habituelles.
Les droits nationaux en offrent eux aussi de nombreuses illustrations. Par exemple, en France, l'article L. 463-2 du code de commerce prévoit que dans le cadre de la procédure de répression des pratiques anticoncurrentielles, les entreprises incriminées disposent d'un délai de deux mois pour présenter leur défense devant l'Autorité de la concurrence, mais que «lorsque des circonstances exceptionnelles le justifient» le rapporteur général peut leur accorder un mois supplémentaire. De même, en Espagne, la loi sur les étrangers fait de l'existence de circonstances exceptionnelles une condition de régularisation de la situation des immigrés clandestins. Le droit australien prévoit lui aussi de nombreuses applications de la notion.
Compte tenu du caractère vague de la formule «circonstances exceptionnelles», elle peut donner lieu à des interprétations divergentes, entre lesquelles ce sont souvent les juges qui sont appelés à trancher. Ils assument sans difficultés ce rôle, puisque de longue date, même en l'absence de texte, la jurisprudence se réfère souvent à la notion.

## Les circonstances exceptionnelles dans la jurisprudence
Il n'est pas rare qu'alors qu'aucun texte n'y fait référence, les motifs d'une décision de justice invoquent des «circonstances exceptionnelles» ou des notions approchantes telles celles de «circonstances particulières de l'espèce» ou de «circonstances particulières de l'époque». L'emploi de ces formules dans la démarche du juge a des finalités variables, mais lui permet en général de compléter le droit écrit par des règles jurisprudentielles déterminant sa portée.

### Un moyen commode de préciser la portée des normes écrites

#### Interpréter une règle
La référence à des «circonstances exceptionnelles» est parfois utilisée pour motiver l'interprétation d'un texte restreignant sa portée. Ainsi, en France, le Conseil d'État, dans un arrêt de 1901, a décidé que bien que l'article 61 de la loi du 5 avril 1884 relative à l'organisation municipale ait donné au conseil municipal une compétence générale pour régler «par ses délibérations les affaires de la commune», il ne l'autorisait à créer un cabinet médical communal que «dans des circonstances exceptionnelles», condition non remplie ici. 
À l'inverse, l'interprétation peut parfois être extensive. Ainsi, statuant en chambre commerciale, la Cour de cassation a jugé que pour l'application des dispositions du Code de commerce sur les entreprises en difficultés, bien que l'article L 631-1 ne permette normalement pas de considérer les créances à recouvrer comme des actifs disponibles, elles peuvent y être ajoutées «dans certaines circonstances exceptionnelles». En chambre criminelle, elle a décidé que bien que l'article 6-3 de la convention européenne des droits de l'homme ne mentionne pas explicitement le droit à un avocat dès la première heure de la garde à vue, il l'implique sauf «exceptions justifiées par des raisons impérieuses tenant aux circonstances particulières de l'espèce».
Ce type de démarche est également pratiqué couramment par les juridictions des autres États. Par exemple, la Cour suprême du Royaume Uni a jugé dans un arrêt de 2012 que si le Code de procédure civile autorise bien une juridiction à radier à tout moment une affaire pour abus de procédure, lorsqu'il a déjà été statué sur la responsabilité et le préjudice, seules des «circonstances très exceptionnelles» peuvent le justifier, ce qui n'était pas le cas en l'espèce.

#### Choisir entre deux règles
La motivation par référence à des circonstances exceptionnelles est aussi utilisée lorsque sont invoquées devant le juge deux règles générales de même valeur dans la hiérarchie des actes juridiques, mais d'effets opposés, entre lesquelles il doit trancher. Si dans cette conciliation entre des normes apparemment contradictoires il entend faire prévaloir l'une d'elles en montrant qu'il n'a pas pour autant exclu catégoriquement l'autre, il lui arrive de motiver sa décision en réservant une éventuelle application de cette dernière à des «circonstances exceptionnelles», dont il reconnait ou non l'existence dans l'espèce sur laquelle il statue. 
On trouve de nombreuses illustrations de l'usage de cette méthode dans les arrêts de la Cour européenne des droits de l'homme, juridiction souvent amenée à arbitrer entre des principes antinomiques. Par exemple, saisie par une Norvégienne toxicomane à laquelle on avait enlevé son enfant pour le confier à une famille d'adoption, elle était invitée par les services sociaux à privilégier l'«exigence primordiale touchant à l'intérêt supérieur de l'enfant» de l'article 3-1 de la Convention internationale des droits de l'enfant, et par la mère à consacrer son droit à la vie familiale garanti par l'article 8 de la Convention européenne des droits de l'homme. Elle a décidé de faire prévaloir celui-ci, qui, selon elle, ne peut être remis en cause «que dans des circonstances exceptionnelles», jugées inexistantes ici.
Il arrive aussi que les juges doivent choisir entre l'application des règles normales de la légalité et la prise en compte d'exigences non écrites, mais présentées comme primordiales pour l'intérêt général. S'ils décident de faire prévaloir celles-ci, ils peuvent parfois se dispenser de justification circonstanciée. Ainsi, en Espagne, le Tribunal suprême a validé la condamnation de terroristes islamistes confondus à la suite d'écoutes téléphoniques pourtant reconnues contraires à l'article 18-3° de la constitution en se fondant manifestement sur l'importance des intérêts en cause, notamment l'ordre public, la protection de la vie, la stabilité nationale et internationale, mais sans le dire explicitement.
En annexe de l'arrêt du Tribunal suprême espagnol était publiée une opinion dissidente de l'un des magistrats selon laquelle seules des «circonstances exceptionnelles» auraient pu justifier cette décision. C'est en effet souvent en recourant à cette formule que les juges apprécient la validité des actes pris par les autorités publiques dans un contexte sortant de l'ordinaire. La théorie des circonstances exceptionnelles du droit public français en offre une bonne illustration

### La théorie des circonstances exceptionnelles en droit public français
Au début du XXe siècle, le Conseil d'État a admis empiriquement la possibilité d’une atténuation des exigences normales de la légalité lorsque les autorités publiques agissent sous la contrainte de circonstances exceptionnelles, sans toutefois toujours utiliser l'expression exacte dans ses arrêts. Par la suite, le Tribunal des conflits, puis plus tard le Conseil constitutionnel ont confirmé cette adaptation du contrôle aux situations critiques.

#### La notion de circonstances exceptionnelles
La définition des circonstances exceptionnelles est floue : il s’agit de situations créées par des événements d’origine naturelle ou non, affectant ou bien l’ordre public et la sécurité, ou bien la continuité des services publics  et conduisant l’administration à agir en marge des règles normales de la légalité.
Si le contexte troublé des deux guerres mondiales a été considéré comme engendrant incontestablement de telles conjonctures — cas de l'arrêt Heyriès de 1918 — le juge a également admis que les circonstances exceptionnelles peuvent résulter de risques purement hypothétiques, à condition qu'ils soient suffisamment graves et plausibles. Ainsi en a-t-il été pour l'éventualité de troubles importants susceptibles de découler de l'exécution par la force d'une décision de justice, ou encore pour la menace d'explosion du volcan La Soufrière à la Guadeloupe . Il n'en va pas de même, en revanche, pour les risques de cyclone aux Antilles, ou pour l'exécution forcée du jugement d'expulsion d'un logement lorsque l'administration n'a pas proposé de solution alternative d'hébergement.

#### Les conséquences de la reconnaissance du caractère exceptionnel des circonstances
Lorsqu’elles sont reconnues, les circonstances exceptionnelles augmentent la tolérance dont bénéficie l’administration lors du contrôle juridictionnel, en le réduisant généralement d’un degré. Il en découle essentiellement deux types de conséquences.

##### L’acte administratif normalement illégal ne l’est plus
L'indulgence du juge s'exerce à l'égard de toutes les conditions de légalité de l'acte administratif. Ainsi, il peut être adopté en violation des règles de procédure normales, par exemple sans communication du dossier en cas de sanction contre un agent public. De même, il peut poser des règles de fond attentatoires au droit de propriété ou à des libertés fondamentales telles celle d'aller et de venir.
Il convient cependant de remarquer que le juge module son contrôle en appréciant le degré d’illégalité tolérable en fonction de la gravité des circonstances et de l’intérêt des mesures. Ainsi, s'il fait généralement preuve d'une grande compréhension en cas de guerre ou de menace de cataclysme, il n'admet que des illégalités mineures lors de périodes simplement agitées, ou inhabituelles. Par exemple, dans sa seule décision rendue à propos des évènements de mai 1968, le Conseil d'État a jugé que «les circonstances particulières de l'époque», qui avaient prématurément interrompu le fonctionnement des activités d'enseignement, n'autorisaient pas le Ministre de l'éducation à dispenser purement et simplement certains étudiants d’examen, mais pouvaient justifier «des dispositions applicables exceptionnellement en 1968» aménageant les épreuves selon des modalités particulières.

##### Des actes qui normalement ne devraient pas être rattachés à l’action administrative le sont
* Il en va ainsi, d'une part, en cas de voie de fait, action d'une illégalité telle qu'elle est dite«manifestement insusceptible de se rattacher à un pouvoir de l’administration», et relève de la sanction des juridictions judiciaires. Les circonstances exceptionnelles permettent de la requalifier d'acte administratif illégal, avec compétence des juridictions administratives pour en connaître. C'est ce qu'a décidé le Tribunal des conflits à propos de l'arrestation et de l'internement totalement arbitraires d'une femme en 1945 dans l'atmosphère troublée de la Libération en considérant qu' «il appartient à l'autorité judiciaire, gardienne de la liberté individuelle, de statuer sur les conséquences de tous ordres des atteintes arbitraires à cette liberté, celles-ci ayant, par elles-mêmes, le caractère d'une voie de fait ; mais que cette règle reçoit exception dans le cas où des circonstances exceptionnelles empêchent de reconnaître ce caractère aux atteintes dont s'agit».
* Il en va également ainsi, d’autre part, des actes pris par des personnes normalement étrangères à l’administration qui s'y sont substituées pour pallier sa carence. Alors qu'en principe ils devraient être entachés d’usurpation de pouvoir, les circonstances exceptionnelles en font des actes administratifs relevant de la justice administrative. C'est par exemple ce qu'a décidé le Conseil d'État à propos de mesures de ravitaillement prises par les citoyens de certaines communes ayant constitué des «municipalités de fait» après la fuite des autorités municipales légales lors de l'exode de 1940.
En toute hypothèse, si le recours aux circonstances exceptionnelles affecte le contentieux de la validité des actes administratifs en excusant leur illégalité, il ne remet pas en cause le droit à réparation des dommages qu'ils sont susceptibles de causer. Reconnue légale, la mesure ne peut plus engager la responsabilité pour faute de la puissance publique, mais les victimes peuvent invoquer le fondement subsidiaire de la rupture de l'égalité devant les charges publiques en alléguant qu'elles ont subi dans l'intérêt général un préjudice anormal et spécial. C'est ce qu'a jugé le Conseil d'État en 1923 à propos de l'indemnisation des justiciables à qui l'administration refuse le concours de la force publique pour l'exécution d'une décision de justice.